# Крючков, Ксенофонт Никифорович
Ксенофо́нт Ники́форович Крючко́в (1842, село Поим, Пензенская губерния — 4 мая 1909, там же) — синодальный миссионер, протоиерей, писатель.
Родился в семье богатых крестьян торговцев, старообрядцев, беспоповцев поморского согласия. Получил домашнее образование. Имея стремление к знаниям, не ограничивая своё образование одной старообрядческой литературой, начал изучать синодальную литературу. Сблизился с известным миссионером — архимандритом Павлом Прусским, под руководством которого начал изучать богословие. Позже Ксенофонт имел продолжительную беседу с митрополитом Филаретом (Дроздовым). В результате Крючков присоединился к Российской православной церкви на началах единоверия в 1868 году; позднее получил сан священника в 1880 году за выдающиеся заслуги на миссионерском поприще. Примеру Ксенофонта последовало значительное число поимских старообрядцев. В селе Поиме о. Ксенофонт построил два единоверческих храма, большой и маленький. Им были построены школы, из которых одна — двухклассная. Через несколько лет он был назначен епархиальным, а затем синодальным миссионером. Публичные собеседования, проводимые миссионером Крючковым, детально описываются в Оренбургских епархиальных ведомостях. Ксенофонт Крючков, никогда «…не скупился на самые резкие выражения по адресу всех поморцев…». Прибыв в Оренбург 25 ноября 1884 года, сразу же развернул активную деятельность, направленную против староверов, в результате которой к православию было присоединено 11 человек. Заслуги Крючкова выражаются в постройке 150 церквей и в обращении десятков тысяч старообрядцев к единоверию. До самой смерти о. Ксенофонт следил за всей текущей литературой не только духовной, но и светской. Умер о. Ксенофонт 4 мая в сане протоиерея.

## Сочинения
- Беседы с глаголемыми старообрядцами, бывшие в Санкт-Петербургской духовной академии. — СПб., 1887.
- Беседы с глаголемыми старообрядцами в селе Тискадах. — СПб., 1889.
- Беседы с защитником австрийского лжесвященства Онисимом Швецовым, происходившие в городе Уральске в 1889 г. — СПб., 1887.
- Противораскольнические собеседования с защитником так называемого австрийского священства Онисимом Швецовым, происходившие в селе Поиме в 1896 г. — СПб., 1896.